# 奥马尔·塔特姆·利
奥马尔·塔特姆·利（法語：Oumar Tatam Ly, 1963年9月28日—），马里政治人物，2013年9月5日至2014年4月5日担任马里总理。

## 生平
1963年出生于法国巴黎，有巴黎第一大学学位。毕业后任职于西非国家中央银行。